# Werken (rivier)
De Werken is een verdwenen zijtak van de Alm, die zelf ontstaan is als zijtak van de Waal en later van belang is geweest voor de afvoer van het Maaswater. De Werken stroomde bij het latere Werkendam in de Merwede. Nadat de Maas een nieuwe route had gevonden, via de huidige Afgedamde Maas naar Woudrichem, zijn zowel de Werken als de Alm afgedamd in het kader van de omdijkingen van de Grote Waard. Dit gebeurde respectievelijk in 1230 en 1275. Na de Sint-Elisabethsvloed is de loop van de Werken grotendeels uitgewist. De Voorste Vliet, een kleine sloot in (en nabij) Werkendam, wordt algemeen beschouwd als het laatste restant van deze ooit omvangrijke rivier. Naast Werkendam is ook de buurtschap De Werken naar deze rivier vernoemd.